# Чарльз Стюарт Парнелл
Чарльз Стюарт Парнелл (англ. Charles Stewart Parnell; народився 27 червня 1846, Авондале (графство Уіклоу) — 6 жовтня 1891, Брайтон) — ірландський політичний діяч, лідер руху за автономію Ірландії (Home Rule) з 1877 по 1890 роки.

## Життєпис
Він народився в сім'ї протестантів англійської земельної шляхти. Його дідусь по матері був видатним командиром військово-морського флоту США. Чарльз Стюарт Парнелл закінчив Коледж Магдалини в Кембриджі і став членом парламенту округу Міт в 1875 році. У 1877 році він став головою руху за автономію Ірландії - цю функцію він перейняв від її засновника — Ісаака Буттсі (1813—1879). Він одразу почав використовувати хитрі засоби політичного тиску в парламенті у Палаті громад, щоб привернути увагу до ірландських проблем. Він затягував промови, ускладнюючи роботу парламенту. Його колеги вважали такі кроки неджентльменськими. З 1878 року він агітував серед фермерів, закликаючи їх деморалізовувати  землевласників. З 1879 року був головою Ірландської національної ліги Землі. У жовтні 1881 року його заарештували як підбурювача до повстання, але під час затримання у в'язниці в Кілмайнемі бунти у селах посилилися, через що прем’єр-міністр Вільям Еварт Гладстон звільнив його у травні 1882 року.
Сам Парнелл мав великий вплив  в Палаті громад; в ірландській партії було 86 депутатів, що зробило їх настільки сильними, що в лютому 1886 року це призвело до перемоги над владою консервативного уряду, який виступав проти ірландської автономії. Вона зробила це шляхом голосування разом з ліберальними опозиціонерами.
У березні 1886 року Гладстон погодився запровадити автономію Ірландії. Парнелл підтримав прем'єр-міністра, але після того, як Джозеф Чемберлен пішов з уряду, їхні плани були зруйновані, а консерватори знову сформували уряд, який залишився при владі навіть після смерті Парнелла. У листопаді 1889 року він виграв позов проти The Times, який публікував сфабриковані листи, згідно з якими Парнелл повинен був підтримувати терористів. У 1890 році він був причетний до справи про розлучення, яка набула розголосу. Капітан О'Шей (колишній гусарський офіцер) розлучився зі своєю дружиною Кетрін, яку називали "Кітті". Вона була коханкою Парнелла з 1881 року і матір'ю його трьох дочок. У червні 1891 року він одружився з нею, але справа спричинила моральний скандал, який закінчив його політичну кар’єру. Він не зміг відновити свій авторитет. Помер у своєму будинку після боротьби з сильним ревматизмом.
Одна з найважливіших постатей Ірландії та Великої Британії у ХІХ ст. Вільям Еварт Гладстон описав його як одного з найбільш значущих людей, яких він коли-небудь зустрічав. Майбутній прем'єр-міністр Герберт Генрі Асквіт заявив, що є однією з трьох найбільших постатей того часу. Лорд Річард Халдан вважав, що він був найкращим політиком Палати громад протягом 150 років. 